# QLED

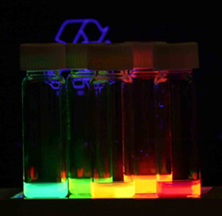
Punti quantistici colloidali irradiati con luce UV

Lo schermo a punti quantici (acronimo inglese: QLED; in inglese: Quantum dot led) o schermo Quantum dot, è un tipo di schermo basato su nanocristalli semiconduttori o punti quantistici che forniscono un'alternativa ad applicazioni commerciali per la tecnologia degli schermi.

## Storia
I primi schermi a punti quantici sono stati commercializzati da Sony nel 2013; la stessa Sony, negli anni successivi, riuscì a migliorare ulteriormente questa tecnologia e le prestazioni del nero affiancando a questi pannelli un ulteriore processore Video chiamato X1 e X1 EXTREME per dare vita agli schermi Triluminos.

## Descrizione
La tecnologia a punti quantistici supporta schermi grandi e flessibili che non dovrebbero consumarsi come gli OLED. Un'applicazione iniziale di questa tecnologia era solo per filtrare la luce proveniente dai LED per la retroilluminazione degli schermi LCD.
Le proprietà e le prestazioni degli schermi QLED sono determinate dalla dimensione e dalla composizione dei punti quantistici. I punti quantistici, di dimensione compresa tra 2 e 10 nanometri, possono essere sia foto-attivi (fotoluminescenti) sia elettro-attivi (elettroluminescenti), permettendo così di essere integrati nelle architetture dei display.
Gli schermi realizzati con tecnologia Quantum dot si distinguono per l'elevato "volume di colore", ossia la profondità di colore al variare della luminosità.